# Breck Eisner
Breck Eisner (* 24. Dezember 1970 in Kalifornien) ist ein US-amerikanischer Film- und Fernsehregisseur.

## Leben
Breck studierte an der University of Southern California und schloss dort seine Ausbildung mit einem Master im Bereich Film ab. Sein Vater ist für die The Walt Disney Company tätig. Mit der Filmproduktion Recon beendete er sein Studium, im Jahr 2000 realisierte er mit einer Folge der Serie Invisible Man – Der Unsichtbare sein erstes Projekt außerhalb der Ausbildung.
Mit dem Fernsehfilm Thought Crimes – Tödliche Gedanken inszenierte Eisner 2002 schließlich seinen ersten Spielfilm. 2005 folgte mit Sahara – Abenteuer in der Wüste sein erster Kinofilm, ein lose auf einen Roman von Clive Cussler aufbauender Abenteuerfilm. Weitere Projekte folgten, am bekanntesten ist der Horrorfilm The Crazies – Fürchte deinen Nächsten aus dem Jahr 2010, eine Neuverfilmung von George A. Romeros Crazies von 1973.
Eisner ist seit 2006 mit Georgia Leigh Irwin verheiratet. Sie ist ebenfalls im Film- und Fernsehgeschäft u. a. als Regisseurin tätig.

## Filmografie
- 1996: Recon (Kurzfilm)
- 2000: Invisible Man – Der Unsichtbare (The Invisible Man, Fernsehserie, Folge 1x01)
- 2002: Taken (Miniserie, Folge 1x02)
- 2003: Thought Crimes – Tödliche Gedanken (Thoughtcrimes)
- 2005: Sahara – Abenteuer in der Wüste (Sahara)
- 2006: Beyond
- 2008: Fear Itself (Fernsehserie, Folge 1x01)
- 2010: The Crazies – Fürchte deinen Nächsten (The Crazies)
- 2015: The Last Witch Hunter
- 2017: The Brave (Fernsehserie, 1 Folge)
- 2017–2022: The Expanse (Fernsehserie, 14 Folgen)